# La mujer de azul (Gainsborough)
La mujer de azul es un retrato del pintor inglés Thomas Gainsborough, realizado entre 1770 y 1780, que se conserva en el Museo del Hermitage de San Petersburgo, Rusia. La obra está datada en la época en que el pintor había regresado de Bath, después de 15 años de residencia en esa localidad.
El cuadro retrata a una mujer joven, de identidad desconocida, muy elegante, como es común en los retratos del artista. La modelo refleja el prototipo de belleza de la Inglaterra de mediados del siglo XVIII.